# Stanton, Texas
Stanton är administrativ huvudort i Martin County i Texas. Orten bytte namn år 1890 och uppkallades efter politikern Edwin M. Stanton. Innan dess hette orten Marienfeld. Enligt 2010 års folkräkning hade Stanton 2 492 invånare.